# Lijst van zoogdieren in Nederland
Het gaat hier om zoogdieren die in Nederland in het wild voorkomen of de afgelopen tweehonderd jaar voorkwamen. Dieren in dierentuinen en huisdieren staan niet op de lijst. Van alle zoogdieren in Nederland is enkel een ondersoort van de Noordse woelmuis (Alexandromys oeconomus arenicola) endemisch. Alle overige soorten komen ook buiten Nederland voor.

## Inheemse soorten

### Oorspronkelijke soorten
Soorten die op eigen kracht Nederland hebben bereikt en zich hier voor minstens tien jaar achter elkaar hebben voortgeplant.
- Aardmuis (Microtus agrestis)
- Baardvleermuis (Myotis mystacinus)
- Bergwoelrat (Arvicola scherman)
- Bever (Castor fiber)
- Boommarter (Martes martes)
- Bosmuis (Apodemus sylvaticus)
- Bosspitsmuis (Sorex araneus)
- Bosvleermuis (Nyctalus leisleri)
- Bruinvis (Phocoena phocoena)
- Bunzing (Mustela putorius)
- Das (Meles meles)
- Dwergmuis (Micromys minutus)
- Dwergspitsmuis (Sorex minutus)
- Dwergvleermuis (Pipistrellus pipistrellus)
- Edelhert (Cervus elaphus)
- Eekhoorn (Sciurus vulgaris)
- Egel (Erinaceus europaeus)
- Eikelmuis (Eliomys quercinus)
- Franjestaart (Myotis nattereri)
- Geelhalsbosmuis (Apodemus flavicollis)
- Gewone zeehond (Phoca vitulina)
- Grijze grootoorvleermuis (Plecotus austriacus)
- Grijze zeehond (Halichoerus grypus)
- Grootoorvleermuis (Plecotus auritus)
- Haas (Lepus europaeus)
- Hamster (Cricetus cricetus)
- Hazelmuis (Muscardinus avellanarius)
- Hermelijn (Mustela erminea)
- Huismuis (Mus musculus)
- Huisspitsmuis (Crocidura russula)
- Ingekorven vleermuis (Myotis emarginatus)
- Kleine dwergvleermuis (Pipistrellus pygmaeus)
- Laatvlieger (Cnephaeus serotinus)
- Meervleermuis (Myotis dasycneme)
- Mens (Homo sapiens)
- Mol (Talpa europaea)
- Noordse woelmuis (Alexandromys oeconomus)
- Ondergrondse woelmuis (Microtus subterraneus)
- Otter (Lutra lutra)
- Ree (Capreolus capreolus)
- Rosse vleermuis (Nyctalus noctula)
- Rosse woelmuis (Clethrionomys glareolus)
- Ruige dwergvleermuis (Pipistrellus nathusii)
- Steenmarter (Martes foina)
- Tweekleurige bosspitsmuis (Sorex coronatus)
- Tweekleurige vleermuis (Vespertilio murinus)
- Vale vleermuis (Myotis myotis)
- Veldmuis (Microtus arvalis)
- Veldspitsmuis (Crocidura leucodon)
- Vos (Vulpes vulpes)
- Waterspitsmuis (Neomys fodiens)
- Watervleermuis (Myotis daubentoni)
- Wezel (Mustela nivalis)
- Wild zwijn (Sus scrofa)
- Witsnuitdolfijn (Lagenorhynchus albirostris)
- Woelrat (Arvicola amphibius)
- Wilde kat (Felis silvestris)
- Wisent (Bison bonasus)
- Wolf (Canis lupus)

### Uitgestorven oorspronkelijke soorten
Soorten die op eigen kracht Nederland hebben bereikt en zich hier voor minstens tien jaar achter elkaar hebben voortgeplant, maar nu uitgestorven zijn.
- Gewone dolfijn (Delphinus delphis) (plantte zich voort tussen 1920 en 1950, nu slechts als dwaalgast)
- Tuimelaar (Tursiops truncatus) (plantte zich vroeger hier voort, nu slechts als dwaalgast)
- Europese nerts (Mustela lutreola) (1887)
- Eland (Alces alces) (laatst bekende voorkomen in 1025)
- Bruine beer  (Ursus arctos) (970)

### Incidentele of periodieke soorten
Soorten die op eigen kracht Nederland hebben bereikt en zich zelden tot nooit hier voortplanten, minder dan tien jaar achtereen. Bijvoorbeeld dieren waarvan slechts incidenteel waarnemingen worden gedaan (dwaalgasten) en dieren die slechts periodiek hier voorkomen of voorkwamen (bijvoorbeeld wintergasten).
- Baardrob (Erignathus barbatus)
- Bechsteins vleermuis (Myotis bechsteini)
- Beloega (Delphinapterus leucas)
- Blauwe vinvis (Balaenoptera musculus)
- Brandts vleermuis (Myotis brandti)
- Bultrug (Megaptera novaeangliae)
- Dolfijn van Cuvier (Ziphius cavirostris)
- Dwergpotvis (Kogia breviceps)
- Dwergvinvis (Balaenoptera acutorostrata)
- Lynx (Lynx lynx)
- Gestreepte dolfijn (Stenella coeruleoalba)
- Gewone spitssnuitdolfijn (Mesoplodon bidens)
- Goudjakhals (Canis aureus)
- Gramper (Grampus griseus)
- Griend (Globicephala melas)
- Groenlandse walvis (Balaena mysticetus)[1]
- Grote hoefijzerneus (Rhinolophus ferrumequinum)
- Klapmuts (Cystophora cristata)
- Kleine hoefijzerneus (Rhinolophus hipposideros)
- Mopsvleermuis (Barbastella barbastellus)
- Noordelijke butskop (Hyperoodon ampullatus)
- Noordse vinvis (Balaenoptera borealis)
- Noordse vleermuis (Eptesicus nilssoni)
- Noordkaper (Eubalaena glacialis)[2]
- Orka (Orcinus orca)
- Potvis (Physeter catodon)
- Ringelrob (Phoca hispida)
- Spitssnuitdolfijn van De Blainville (Mesoplodon densirostris)
- Spitssnuitdolfijn van Gray (Mesoplodon grayi)
- Walrus (Odobenus rosmarus)
- Witflankdolfijn (Lagenorhynchus acutus)
- Zadelrob (Phoca groenlandica)
- Zwarte zwaardwalvis (Pseudorca crassidens)

## Uitheemse soorten

### Ingeburgerde soorten
Soorten die Nederland niet op eigen kracht hebben bereikt, en zich minstens een eeuw lang zonder hulp hebben kunnen handhaven en zich hier ook voortplanten.
- Bruine rat (Rattus norvegicus)
- Damhert (Dama dama)
- Konijn (Oryctolagus cuniculus)
- Zwarte rat (Rattus rattus)

### Inburgerende soorten en exoten
Soorten die Nederland niet op eigen kracht hebben bereikt en zich minder dan een eeuw lang zonder hulp hebben kunnen handhaven en zich hier ook voortplanten.
- Amerikaanse nerts (Neogale vison) (onzeker of hij zich voortplant)
- Beverrat (Myocastor coypus)
- Chinese muntjak (Muntiacus reevesi)
- Fret (Mustela furo)
- Europese moeflon (Ovis aries musimon) (uitsluitend binnen de rasters van parken)
- Muskusrat (Ondatra zibethicus)
- Siberische grondeekhoorn (Tamias sibericus)
- Verwilderde kat (Felis catus)
- Wasbeer (Procyon lotor)
- Wasbeerhond (Nyctereutes procyonoides)

## Onvoldoende bekend
Soorten waarvan het onduidelijk is of ze in Nederland voorkomen of ooit voorkwamen.
- Relmuis (Glis glis)

## Gefokte dieren
Enkele huisdierrassen worden in de Nederlandse natuur ingezet als grote grazers.
- Rund (Bos taurus) (het oerrund leefde oorspronkelijk in Nederland maar is uitgestorven)
  - Galloway
  - Heckrund
  - Schotse hooglander
  - Taurusrund
- Paard (Equus caballus) (het Europese wilde paard of tarpan leefde in Nederland maar is uitgestorven)
  - Konikpaard
  - Exmoorpony
- waterbuffel (Bubbalus arnee) (kwam oorspronkelijk in Europa voor maar verdween tijdens de ijstijd; een natuurlijke terugkeer werd door mensen beperkt)